# Erinnyis
Erinnyis é um gênero de mariposa da família Sphingidae. Está presente ao longo da América tropical e subtropical.

## Descrição
Essas são mariposas que variam em tamanho de pequeno a médio. Elas geralmente têm asas traseiras laranja ou vermelhas, e asas dianteiras escuras manchadas de cinza/marrom/preto e com borda serrilhada. As larvas apresentam uma mancha preta no tórax.
As larvas de Erinnyis são uma das pragas mais importantes da mandioca, devido à sua alta capacidade de consumir folhas durante a fase larval. É uma praga de ocorrência esporádica, com incidência muito variável de região para região, ocorrendo geralmente no início da estação chuvosa ou seca.

## Espécies
As espécies do gênero são:
- Erinnyis alope (Drury, 1773)
- Erinnyis crameri (Schaus, 1898)
- Erinnyis ello (Linnaeus, 1758)
- Erinnyis guttularis (Walker, 1856)
- Erinnyis impunctata Rothschild & Jordan, 1903
- Erinnyis lassauxii (Boisduval, 1859)
- Erinnyis obscura (Fabricius, 1775)
- Erinnyis oenotrus (Cramer, 1780)
- Erinnyis pallida Grote, 1865
- Erinnyis stheno (Geyer, 1829)
- Erinnyis yucatana (H. Druce, 1888)

## Imagens

Erinnyis alope
Erinnyis crameri
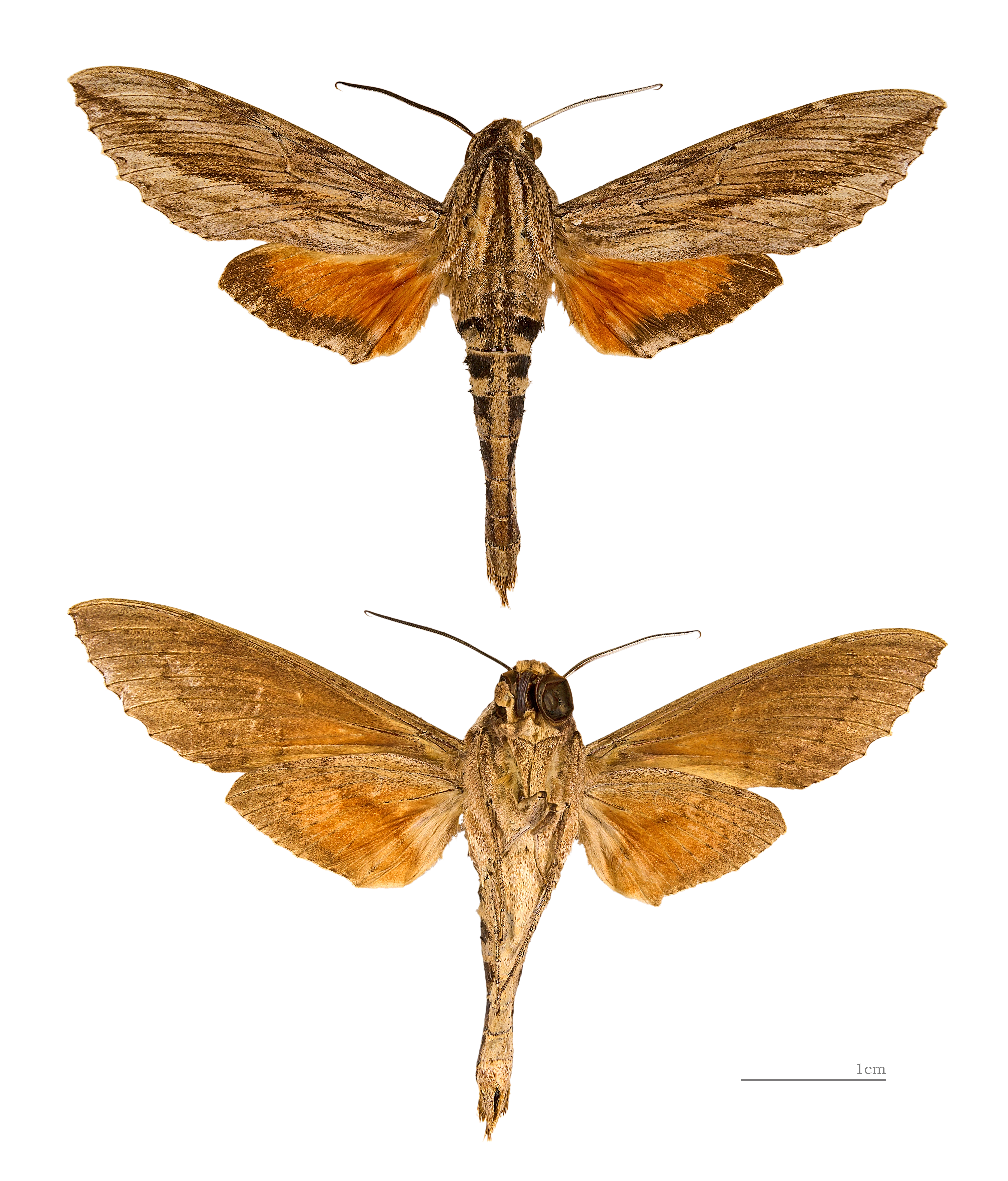
Erinnyis ello
Erinnyis guttularis
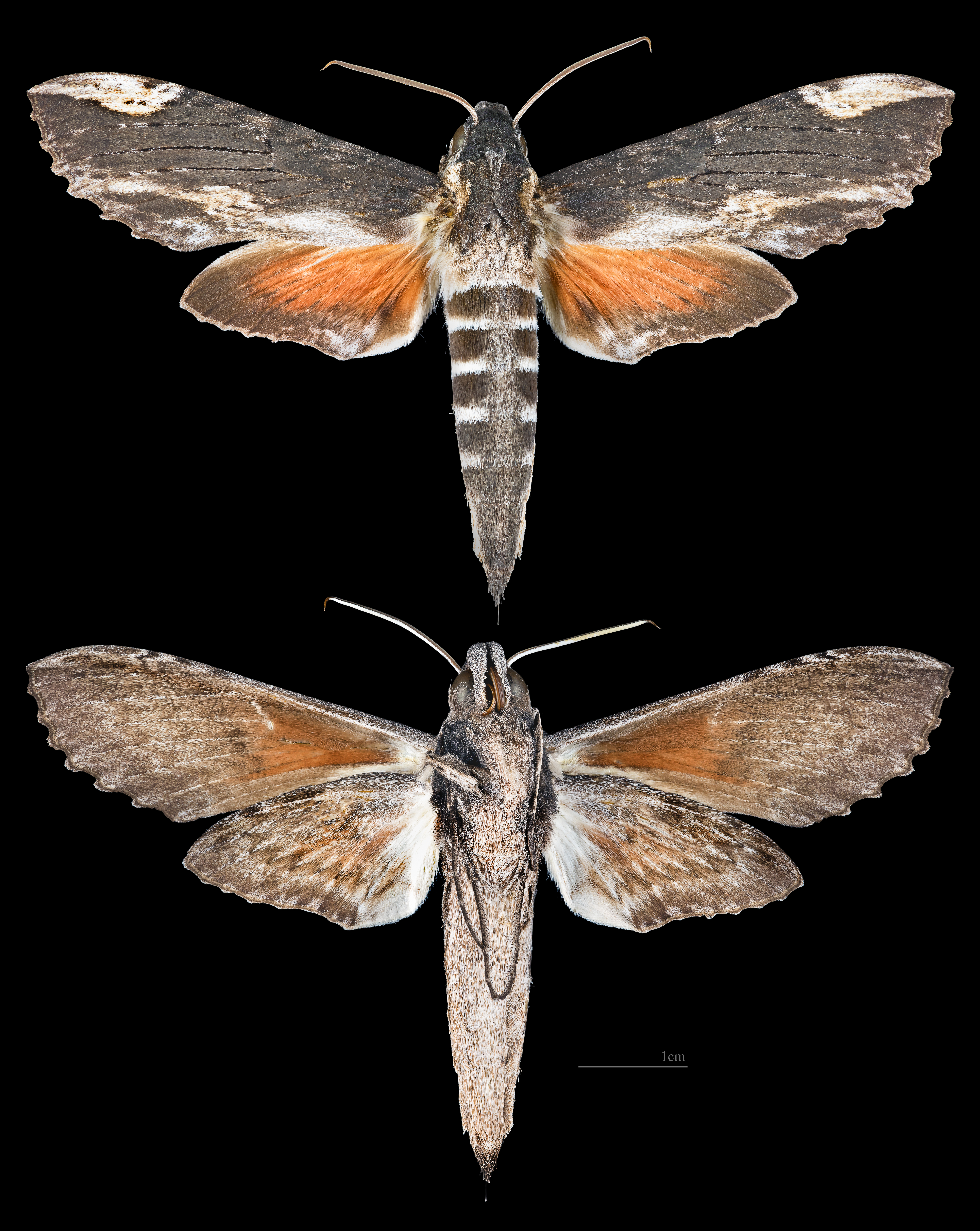
Erinnyis impunctata
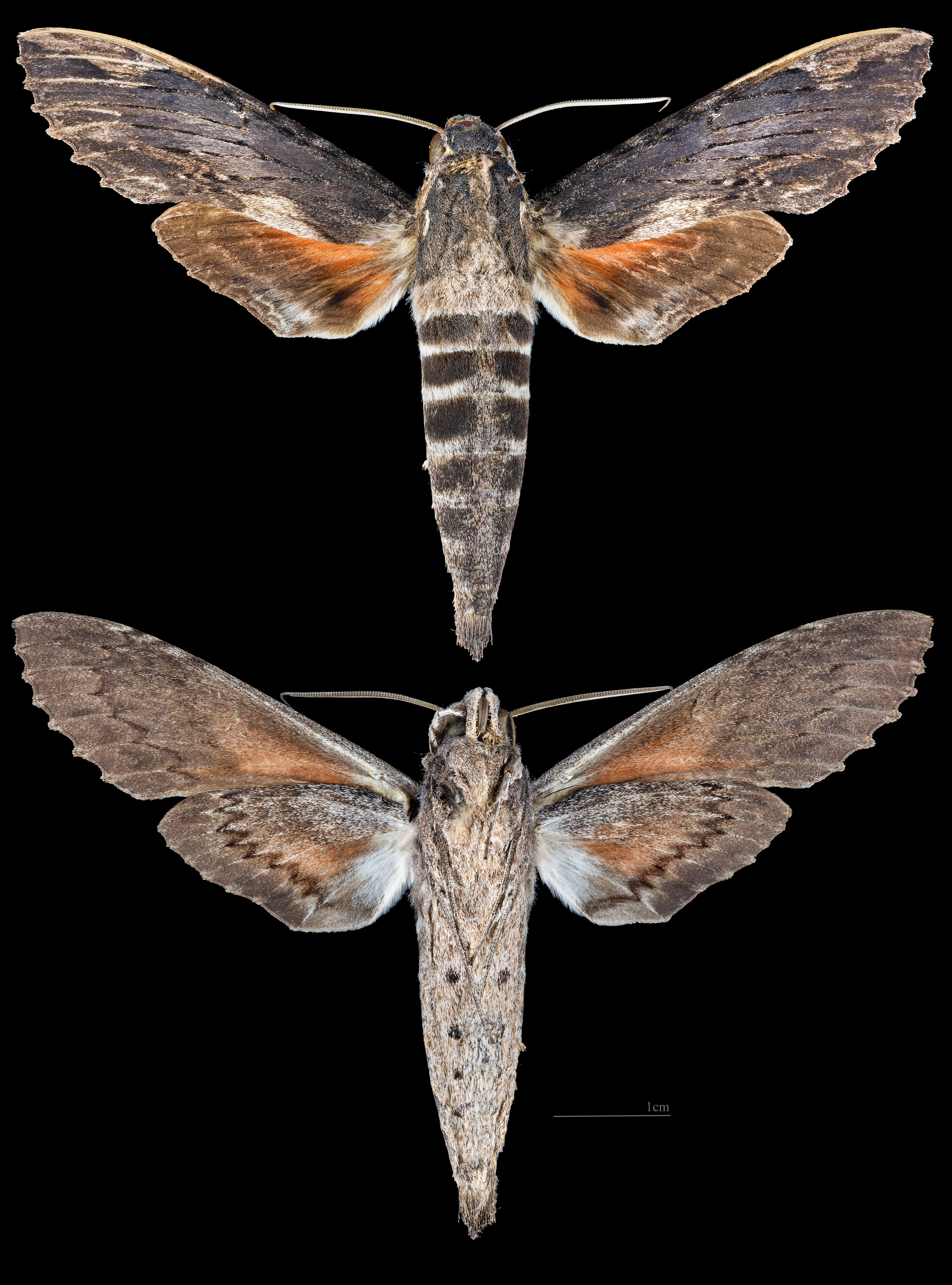
Erinnyis lassauxi
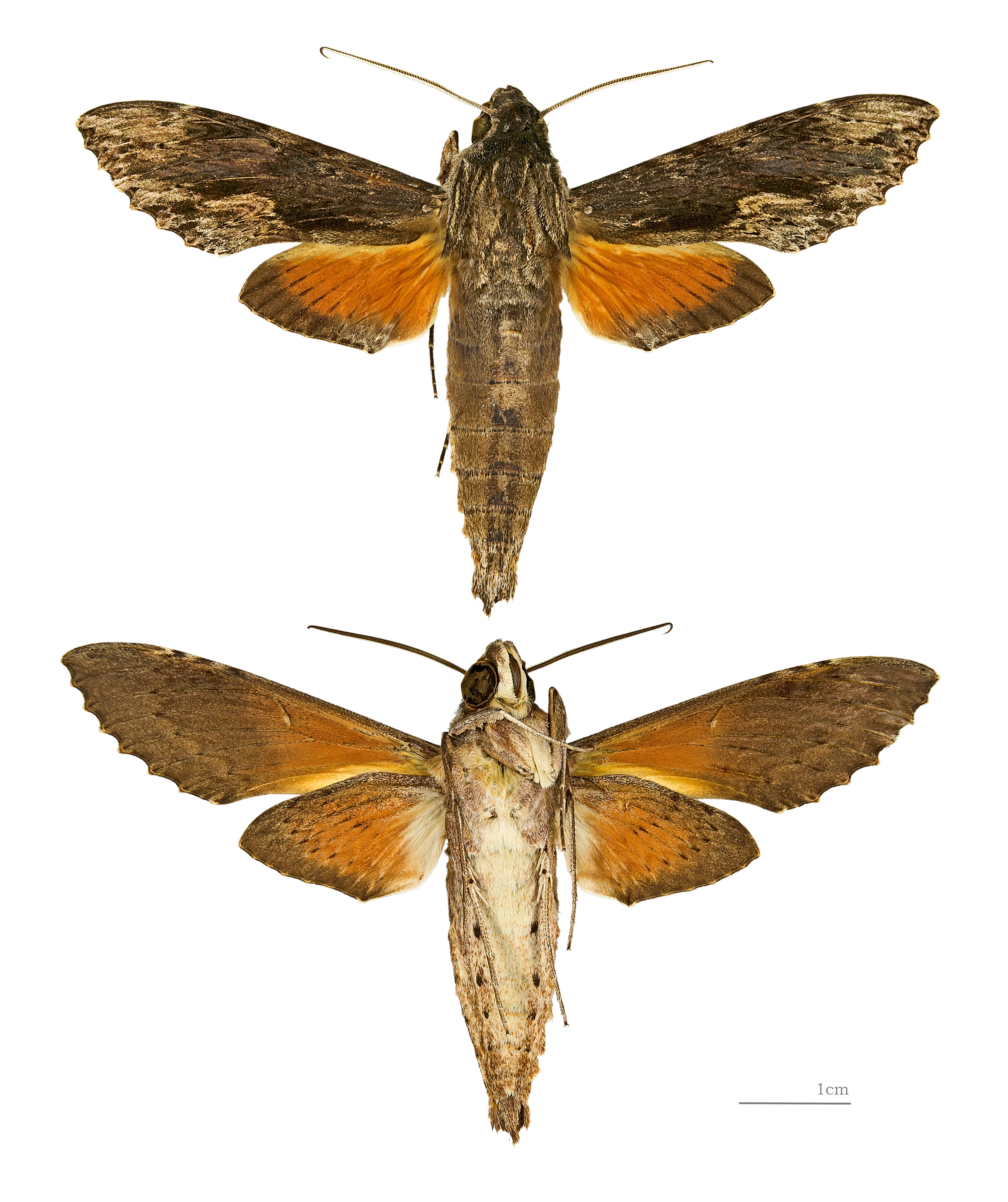
Erinnyis oenotrus
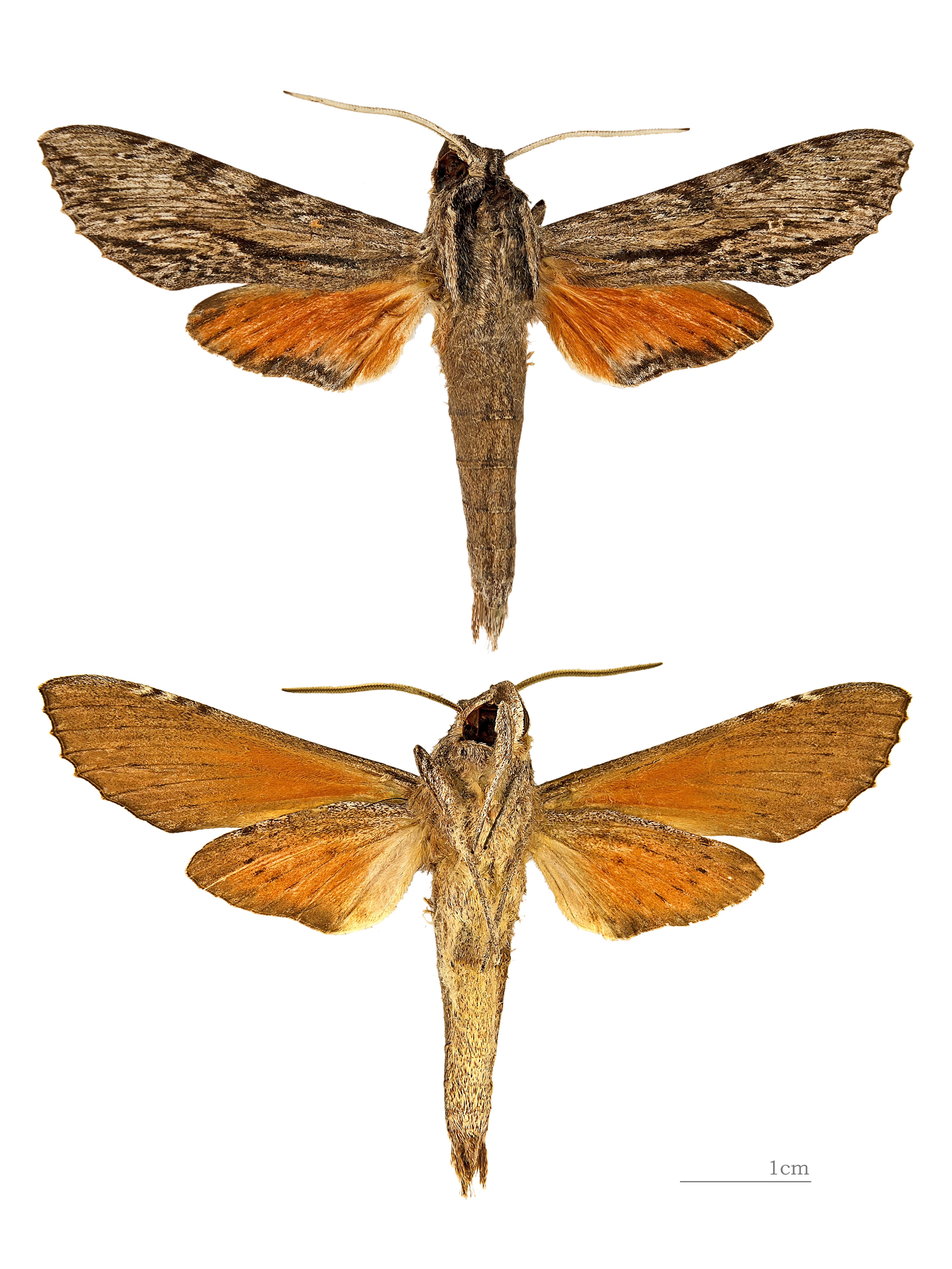
Erinnyis obscura
Erinnyis yucatana